# Pajęcznik kreskowany
Pajęcznik kreskowany (Arachnothera magna) – gatunek małego ptaka z rodziny nektarników (Nectariniidae).

## Systematyka
Wyróżniono kilka podgatunków A. magna:
- A. magna magna – środkowe Himalaje i wschodni Bangladesz do południowych Chin i północnej Mjanmy.
- A. magna aurata – środkowa i wschodnia Mjanma.
- A. magna musarum – południowo-wschodnia Mjanma, północna Tajlandia, Laos i północny Wietnam.
- A. magna remota – południowo-środkowy i południowy Wietnam.
- A. magna pagodarum – Półwysep Malajski.

## Występowanie
Zasiedla południową i południowo-wschodnią Azję od Nepalu i sąsiednich krajów po Mjanmę, Tajlandię, Laos i Wietnam, na Półwyspie Malajskim izolowana populacja.

## Morfologia
Długość ciała 16,5–18 cm, rozpiętość skrzydeł 20,5–25,5 cm. Osiąga masę ciała 23–34 g. Nie występuje dymorfizm płciowy. Krępa sylwetka. Dziób długi, mocny, zagięty do dołu, czarniawy. Wierzch ciała złotooliwkowy, na głowie, szyi i ramionach czarno kreskowany. Spód ciała jasnożółty, również czarno kreskowany, przy krótkim ogonie ciemny pas. Nogi jasnopomarańczowe albo żółte.

## Tryb życia
Zamieszkuje głównie wyżynne lasy i skraje lasów. Na pokarm składają się owady, pająki i nektar. Przebywa samotnie albo parami, niekiedy z innymi gatunkami ptaków. Ruchliwy i hałaśliwy. Bogaty repertuar głosów, zazwyczaj ostrych. Piosenkę rozpoczyna kilka miękkich sylab, następnie przyśpiesza w serię monotonnych dźwięków. Gniazdo umieszczone na spodzie dużego liścia, ma kształt miseczki z roślinności. Składa 2–3 jaja.

## Status
IUCN uznaje pajęcznika kreskowanego za gatunek najmniejszej troski (LC, Least Concern) nieprzerwanie od 1988 roku. Trend liczebności populacji uznawany jest za stabilny. W niektórych częściach zasięgu pospolity, m.in. w Bhutanie i w Mjanmie, poza tym występowanie wyspowe albo rzadkie.